# 僧家桥
30°32′37″N 120°00′17″E / 30.543524°N 120.00471°E
僧家桥为位于中国浙江省湖州市德清县武康镇（原武康县城）玫瑰庄园小区东侧公园内的一座三孔石梁桥，东西向跨新龙西小河，始建于唐天宝二年（743），南宋宝庆二年（1226）重建。
该桥采用武康石砌筑，长11.10米，宽2.12米，高2.00米，中孔跨度5.00米，边孔跨度各3.00米，排柱墩作垂直分立，密排无间隔，其中中孔东侧排柱墩西面存有“皇宋宝庆二年季夏上旬吉日重建”题记并以莲花座、荷叶头框饰。中孔石梁由两端逐渐向中间增厚，使桥面略呈拱形，石梁下原敷随梁圆木六根，今仅存孔洞。桥面无栏板，边孔石梁上凿有踏跺。